# Ковпак, Лев Игоревич
Лев Игоревич Ковпа́к (р. 1978) — российский политический деятель, депутат Государственной думы VII созыва, член комитета Госдумы по бюджету и налогам, член фракции «Единая Россия».
Из-за вторжения России на Украину, находится под международными санкциями Евросоюза, США, Великобритании и ряда других стран

## Биография
Родился 23 октября 1978 года в Первоуральск Свердловской области. Отец — Игорь Иванович Ковпак (1953), основатель торговой сети «Кировский» и депутат Законодательного Собрания Свердловской области (с 1998 по 2013 год). Мать — Вера Фёдоровна (1950). После развода переехала в Москву и занимает должность заместителя главы управы Красносельского района. Партизан Сидор Ковпак приходится дальним родственником Льву Ковпаку.
Учился Лев в трёх школах Свердловска, № 74 и № 163, а окончил гимназию № 9. В детстве занимался хоккеем.
В 1990-е годы Лев работал в екатеринбургском СКБ-банке. Затем занимался предпринимательством, вместе с братом Дмитрием основал факторинговую компанию.
В 2002 году окончил факультет экономики Уральского государственного экономического университета.
Работал в компании своего отца Игоря Ковпака. С 1996 года по 2002 год являлся менеджером, с 2002 года — вице-президент группы компаний «Кировский».
С 2005 года по 2010 годы — депутат Екатеринбургской городской думы IV и V созывов.
С 2010 года по 2011 год — депутат Законодательного собрания Свердловской области на освобождённой основе.
С 2011 года по 2016 год — депутат Законодательного Собрания Свердловской области. Заместитель председателя комитета по бюджету, финансам и налогам.
С 2016 года — депутат Государственной думы VII созыва по Каменск-Уральскому одномандатному избирательному округу № 169.
Летом 2021 года Ковпак снова выдвинулся кандидатом от 169-го одномандатного округа в Каменск-Уральском Свердловской области.
Накануне выборов, в июле 2021 года Свердловский областной арбитражный суд арестовал имущество и счета депутата, а также его супруги и отца. Арест был произведён в рамках дела о банкротстве ООО «Продовольственная компания». Конкурсный управляющий обвиняет семью в выводе в подконтрольные компании активов более чем на 650 миллионов рублей.

## Санкции
25 февраля 2022 года, на фоне вторжения России на Украину, попал в санкционный список Евросоюза в ответ на решение России признать территории Донецкой и Луганской областей Украины и на решение об отправке туда российских войск.
1 марта 2022 года внесён в санкционный список Великобритании «за признание независимости двух сепаратистских регионов в Украине».
30 сентября 2022 года был внесён в санкционный список США в ответ на «фиктивные референдумы» и «аннексию территорий Украины российскими оккупационными силами»
23 февраля 2023 года включён в санкционный список Канады «соратников режима», так как он «голосовал за законодательство связанное с вторжением и попыткой аннексии четырех регионов Украины».
По аналогичным основаниям находится в санкционных списках Швейцарии, Австралии, Японии, Украины и Новой Зеландии

## Законотворческая деятельность
С 2016 по 2019 год, в течение исполнения полномочий депутата Государственной Думы VII созыва, выступил соавтором 33 законодательных инициатив и поправок к проектам федеральных законов.
В рейтинге «полезности» депутатов ГД Ковпак занимает 386 место с КПД 18,67 (средний показатель немного ниже 40) и предпоследнее среди 11 свердловских депутатов.
Лев Ковпак голосовал за военные законы и признание ДНР и ЛНР, но при этом не голосовал за аннексию оккупированных территорий Украины.

## Награды
- Орден святого благоверного князя Даниила Московского III степени

## Личная жизнь
Воспитывает двух дочерей. Официально не женат. При этом на некоторых сайтах в биографических сведениях о себе указывал, что женат. Позднее Лев Ковпак говорил, что женат уже 20 лет, а имя Вероники Ковпак фигурирует в судебном деле, связанном с депутатом и его семьёй.

## Имущество
Из «Архива Пандоры» следует что в 2011 году Игорь Ковпак стал бенефициаром зарегистрированного на Британских Виргинских Островах офшора «Sikesko Enterprises Limited». Согласно документам, на 2016 год, у данной компании был банковский счет в Швейцарии и инвестиции на сумму 56 млн. долларов.
В январе 2023 года, журналисты «Важных историй», сообщили что супруга Ковпака, Вероника Ковпак, владеет счётом в чешском «Сбербанке», на котором находятся около 250 млн. чешских крон (около 800 млн. рублей). Из-за введённых санкций счёт был заморожен.
По данным аналитиков чешской компании «DatLab», Ковпак является бенефициаром чешской компании «IK Group s.r.o.».